# Jean Castel Sucarrat
Juan María Jean Castel Sucarrat (Girona, 18 de març de 1966) és un empresari i polític català, diputat al Parlament de Catalunya en la XI Legislatura.

## Biografia
Després d'estudiar administració, comptabilitat i càlcul mercantil amb els Salesians va ingressar com a auxiliar a la guàrdia civil. Després ha treballat com a vigilant jurat i com a empresari en el sector financer i immobiliari.
Inicialment va militar al Partit Popular de Catalunya, amb el que fou escollit regidor de l'ajuntament de Girona a les eleccions municipals de 2003 i 2007. En 2011 va deixar el partit i va ingressar a Ciutadans - Partit de la Ciutadania, del que n'és delegat territorial a la província de Girona. Ha estat escollit novament regidor a l'ajuntament de Girona com a cap de llista de C's a les eleccions municipals de 2015 i diputat a les eleccions al Parlament de Catalunya de 2015 i de 2017.